# Table ouverte (série télévisée)
Table ouverte (puis Table ouverte : La famille Anodin) est un des tout premiers feuilletons télévisés français. En onze épisodes en noir et blanc d'une trentaine de minutes, diffusé les dimanches soir vers 19h, à partir du 6 juillet 1956 sur R.T.F. Télévision.
La série dépeint la vie de la « pittoresque » famille Anodin. Les errements des scénarios et dialogues ne plurent pas aux quelques milliers de téléspectateurs de l'époque et elle fut arrêtée. À l'époque, La presse télévisuelle ne comprenait pas que cette série coûtait cher car produite par une société privée.

## Synopsis
La série développe les aventures de la famille Anodin, présentée comme « pitorresque » et anodine, dans ses tracas et cocasserie de la vie quotidienne.

## Fiche technique
- Créateur : Jean Nocher (qui présentera quelques épisodes en prélude)
- Réalisateurs :
  - André Leroux : 7 épisodes, 1956-1957
  - Arnaud Desjardins : 2 épisodes, 1956
  - Marcel Bluwal : 2 épisode, 1956
- Décors de plateau : Jean-Jacques Gambut

nb : le 1er épisode n'a toujours pas été retrouvé à ce jour, mais le réalisateur en serait Marcel Bluwal.

## Distribution
- Pierre Destailles : Victor Anodin (épisode 2 à 4)
- Henri Vilbert : Victor Anodin (épisode 5 à 11)
- Yvonne Clech : Antoinette Anodin (épisode 2 à 4)
- Blanchette Brunoy : Antoinette Anodin (épisode 5 à 11)
- Jean-Pierre Cassel : Jean-Lou Anodin (épisode 2 et 3)
- Maurice Sarfati : Jean-Lou Anodin (épisode 4)
- Jacques Fayet : Jean-Lou Anodin (épisode 5 à 11)
- Colette Castel : Martine Anodin (épisode 2 à 4)
- Anna Gaylor : Martine Anodin (épisode 5 à 11)
- Yves-Marie Maurin : François Anodin (épisode 2 à 4)
- François Nocher : François Anodin (épisode 5 à 11)
- Jacqueline Jefford : Marie, la bonne (épisode 2 à 4)
- Claude Albers : Marie, la bonne (épisode 5 à 11)
- Christian Asse
- Jacques Hilling
- Annie Villiers
- Fulbert Janin
- Margo Lion
- Pierre Dac
- Marcelle Hainia
- Jean Parédès
- Jean Bélanger
- Mona Goya
- Alain Quercy
- Christiane Fédora
- Alfred Adam
- Françoise Fechter
- Jean Nocher
- Maximilienne
- Albert Pierjac : Fred
- Jean Sylvain
- Jacques Fayet
- Joëlle Robin
- Claude Larry
- Perette Pradier

nb : l'épisode N°1 n'étant pas disponible sur le site de l'INA, il n'est pas possible d'en connaitre la distribution (et en particulier la participation ou non de Louis de Funès).